# Luciano Gallusi
Luciano Gallusi (Pegognaga, 4 febbraio 1938 – Reggio Calabria, 28 agosto 2017) è stato un calciatore italiano, di ruolo difensore.

## Biografia
Viveva a Reggio Calabria, città nella quale è scomparso all'età di 79 anni.

## Caratteristiche tecniche

### Giocatore
Era uno stopper, tenace nella marcatura.

## Carriera

### Giocatore
Dopo gli esordi nel Moglia, in IV Serie, nel 1958 viene tesserato dalla Reggina. Vi milita fino alla stagione 1965-1966. Ottiene, nel 1965, la promozione in Serie B. Con gli amaranto ha giocato in totale 220 gare ed ha messo a segno una rete. Ha inoltre collezionato tre presenze in Coppa Italia. Lasciata la Reggina, chiude la carriera nel campionato di Serie D 1967-1968 con il Palmi.
Il 25 aprile 2015, l'Unione Nazionale Veterani dello Sport gli consegna a Reggio Calabria un premio al merito sportivo.

## Palmarès

### Giocatore

#### Competizioni nazionali
- Campionato italiano Serie C: 1

Reggina: 1964-1965 (girone C)